# Ведущий глаз
Ведущий глаз (лат. oculus dominans), доминирующий глаз, превалирующий глаз — глаз, функционально преобладающий в акте бинокулярного зрения.  Доминирование глаза — предпочтение зрительного сигнала от одного глаза другому. Это явление аналогично асимметрии правой или левой ведущей руки; однако стороны ведущего глаза и ведущей руки не всегда совпадают. Это происходит потому, что оба полушария контролируют оба глаза, но каждое из них отвечает за соответствующую половину поля зрения, а значит, соответствующую половину обеих сетчаток (см. зрительный тракт). Таким образом, не существует прямой аналогии между ведущей рукой и ведущим глазом.
У 70% населения ведущим является правый глаз, а у 29% — левый, однако у небольшой части населения ни один глаз не является ведущим. Доминирование глаза может меняться при смене направления взгляда из-за изменения размеров изображения на сетчатке. Так же наблюдается более высокая распространённость доминантности левого глаза у имеющих синдром Вильямса-Бойрена, и, предположительно, у страдающих мигренью. Доминирование глаза разделяют на «слабое» и «сильное», наиболее сильные проявления иногда вызваны амблиопией или косоглазием.
У пациентов с анизометропической миопией (то есть, с разной степенью близорукости у двух глаз) ведущим глазом, как правило, оказывается имеющий более высокую степень близорукости. Что касается обладателей нормального бинокулярного зрения, распространённое представление о том, что лучше видящий глаз склонен быть ведущим, было оспорено из-за недостаточной эмпирической базы. В одном российском исследовании 2019 года было показано, что ведущий глаз не связан с более эффективным восприятием информации с соответствующего полуполя зрения; при адаптации к перцептивной задаче нарастает роль неведущего глаза, причём это в большей степени характерно для правоглазых, у которых, как полагают авторы, латерализация адаптивнее и полушария мозга эффективнее взаимодействуют.

## Значение

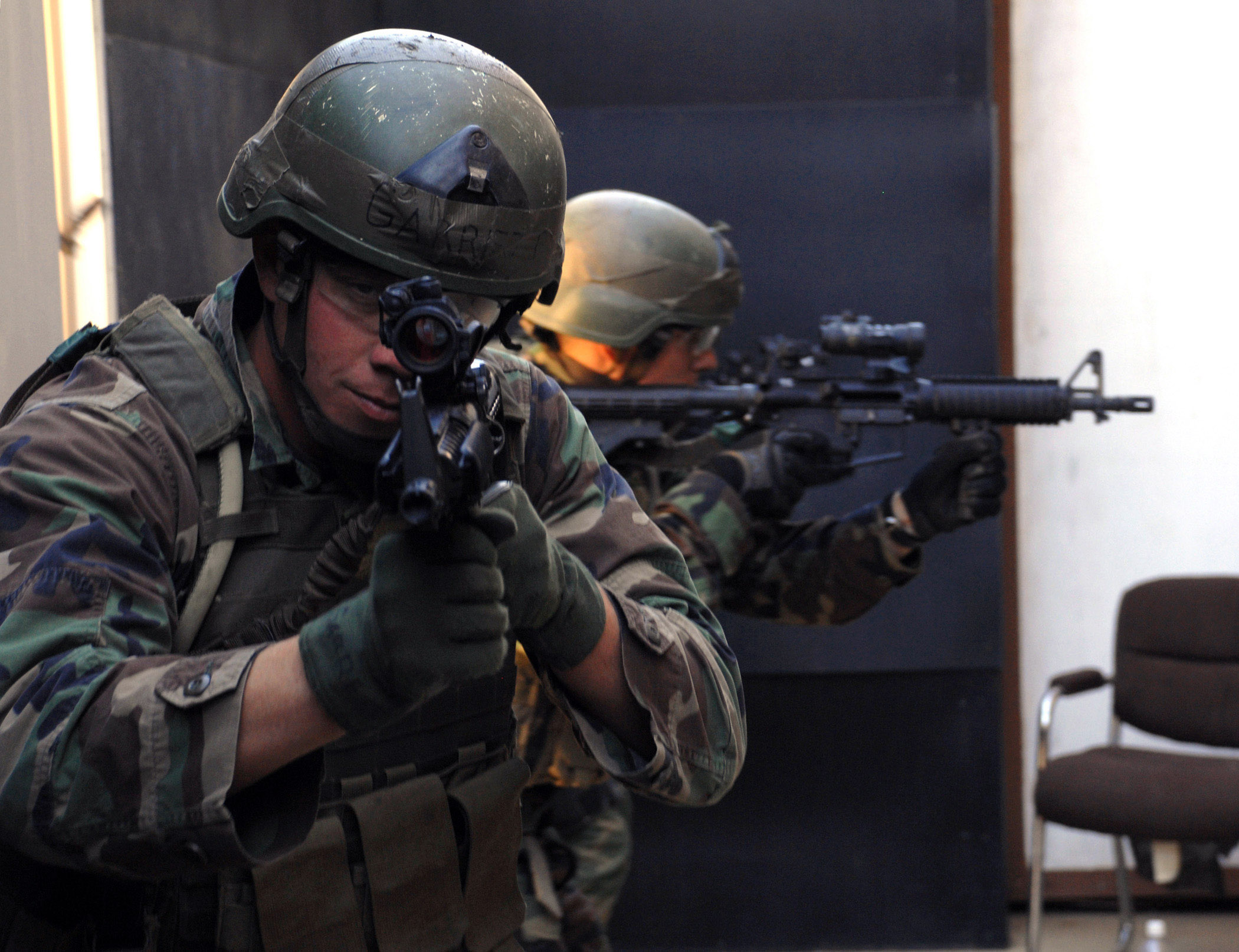
Стрелок прицеливается левым глазом. На заднем плане — более распространённое прицеливание правым глазом

В нормальном бинокулярном зрении существует эффект параллакса, поэтому ведущий глаз — это тот, на который индивид в первую очередь полагается для получения точных пространственных данных. Это может быть крайне важно в видах спорта, требующих прицеливания, таких как стрельба из лука, дартс и спортивная стрельба. В идеале, сторона ведущего глаза и ведущей руки должна совпадать.
Утверждалось, что перекрёстное доминирование (при котором ведущий глаз находится на одной стороне, а ведущая рука — на другой) выгодно в видах спорта, требующих бокового положения тела (например, бейсбол, крикет, гольф); однако исследования за последние 20 лет показали, что это не так. В 1998 году в исследовании профессиональных игроков в бейсбол не выявлено влияния вариаций связей ведущей руки и ведущего глаза на спортивные показатели. Аналогично, в 2005 году южноафриканское исследование показало, что «игроки в крикет имеют перекрёстное доминирование не более часто, чем нормальное население.».
Доминирование глаза является важным фактором в прогнозировании удовлетворённости пациентов при коррекции монозрения, при хирургии катаракты, рефракционной хирургии, а также при лазерной хирургии глаза и ношении контактных линз.

## Определение
Ведущий глаз «определяется субъективным выравниванием двух объектов, диспаратность которых выходит далеко за пределы зоны Панума». Существуют несколько способов сделать это:
1. Тест Майлза. Наблюдатель вытягивает обе руки, сводит обе руки вместе, чтобы создать небольшое отверстие, затем с обоими открытыми глазами смотрит на удалённый объект через отверстие. Наблюдатель затем поочерёдно закрывает глаза, либо медленно возвращает отверстие рук к голове, чтобы определить, который глаз видит объект (то есть, является ведущим)[22][23][24].
2. Тест Порты. Наблюдатель вытягивает одну руку, затем выравнивает большой или указательный палец с отдалённым предметом. Наблюдатель затем поочерёдно закрывает глаза, либо медленно возвращает палец к голове, чтобы определить, который глаз видит объект (то есть, является ведущим)[23][25][26].
3. Проба Розенбаха. Пациенту дают в вытянутую руку карандаш и предлагают ему прицелиться, не прищуривая глаз, на отдалённый предмет. Затем пациенту поочерёдно прикрывают глаза, предлагая скорректировать прицел. При корректировке прицела пациент несколько смещает руку с карандашом. Тот глаз, при закрытии которого смещение руки было наибольшим, — ведущий[27].
4. Метод Долмана, также известный как тест с «карта с дырой». Пациенту даётся карточка с небольшим (1 × 1 см) отверстием в середине, которую тот держит обеими руками, затем он смотрит через отверстие на отдалённый объект обоими открытыми глазами. Наблюдатель поочерёдно закрывает глаза, либо медленно возвращает отверстие к голове, чтобы определить, который глаз видит объект (то есть, является ведущим)[13].
5. Проба Литинского, или тест конвергенции ближайшей точки ясного зрения. Пациент наблюдает объект, который перемещается по направлению к переносице до тех пор, пока не происходит дивергенция одного глаза (глаз совершает горизонтальные движения отведения и приведения) — он и является не ведущим. (Ведущий глаз быстрее устанавливается на точке фиксации и удерживает её)[13][27].
6. Использование стереограмм[28].
7. Тест с использованием стенопеического отверстия[29].
8. Тест с использованием кольца[30].
9. Метод размытия линзой. Пациент наблюдает отдалённый объект обоими открытыми глазами, с использованием необходимой диоптрической коррекции. Линза силой +2,00 или +2,50 диоптрии поочерёдно устанавливается перед каждым глазом, размывая отдалённый объект. Пациента спрашивают, на каком глазу размытие заметнее. Этот глаз — ведущий.
10. Тест порога дихоптической согласованности даёт количественную индикацию глазного доминирования[31].

Методы, основанные на выборе, например, тест Долмана, позволяют только определить ведущий глаз, но не степень его доминирования.

## Исправление
Возможно изменить ведущий глаз, активно перекрывая поле зрения доминирующего глаза глазной повязкой.